# Leon Schidlowsky
Leon Schidlowsky (geboren 21. Juli 1931 in Santiago de Chile; gestorben am 10. Oktober 2022 in Tel Aviv) war ein chilenisch-israelischer Komponist und Maler. Er schrieb Werke für Orchester, Kammerensemble, Chor und für einzelne Instrumente. Außerdem komponierte er ca. 65 musikalische Werke mit graphischer Notation. Seine musikalischen Werke wurden in verschiedenen Ländern aufgeführt. Durch verschiedene musikalische Gruppierungen, Solisten und Orchester sowie Dirigenten wurden seine Werke bekannt. Seine graphisch-musikalischen Arbeiten wurden in verschiedenen Ausstellungen, die mit Konzerten verbunden waren, präsentiert.

## Leben
Seine Schulausbildung absolvierte Schidlowsky im Instituto Nacional in Santiago de Chile. Im Conservatorio Nacional der Universität Chiles studierte er zwischen 1942 und 1948 bei Professor Roberto Duncker Klavier, später Komposition bei Juan Allende-Blin und Fré Focke. Parallel dazu studierte er Psychologie und Philosophie an der Universität Chiles, Studien, die er nicht beendet hat, da er in Europa seine musikalische Ausbildung vertiefen wollte. Zwischen 1951 und 1954 studiert er an der Nordwestdeutschen Musikakademie Detmold. In dieser Musikschule lernte er seine zukünftige Frau Susanne kennen, die er 1953 heiratete. Der Ehe entstammen fünf Kinder: David, Elias, Judith und die Zwillinge Yuval und Noam.

### Chile (1954–1968; 2014)
Nach seiner Rückkehr nach Chile im Jahr 1955 trat Leon Schidlowsky der zeitgenössischen Musikgruppe „Grupo Tonus“ bei, deren Leiter er zwischen 1958 und 1961 war. Diese Musikgruppe hatte es sich zur Aufgabe gemacht, avantgardistische und zeitgenössische Musik in Chile bekannt zu machen. 1956 schrieb Leon Schidlowsky „Nacimiento“, das als erstes elektroakustisches Werk Lateinamerikas gilt. Zwischen 1955 und 1959 wurde er Mitglied des British Council und von 1956 bis 1961 musikalischer Berater der Pantomimen-Gruppe „Grupo Noiswander“. 1961 wurde Schidlowsky Direktor der Bibliothek des Instituto de Extensión Musical der Chilenischen Universität. Von 1961 bis 1963 war er auch Generalsekretär des Chilenischen Komponistenverbandes. Von 1963 an wurde Schidlowsky für drei Jahre Direktor des Instituto de Extensión Musical. In dieser Zeit wird das Institut seinen Höhepunkt erreichen mit der Aufführung von musikalischen Werken, die noch nie zuvor in Chile gespielt wurden, sowie der Uraufführung von mindestens einem Werk, das von einem chilenischen Komponisten stammt. 1964 wurde er zusammen mit den Komponisten Luigi Dallapiccola und Alberto Ginastera Mitglied der Jury eines Kompositionswettbewerbes in Buenos Aires. Im selben Jahr nahm er am Symposium „Lateinamerika und die Musik unserer Zeit“ teil, welches in Lima stattfand. Ab 1965 wurde Schidlowsky Professor für Komposition am Conservatorio Nacional der Universität Chiles. 1966 nahm er am „Interamerican Festival“ in Washington, D.C. teil sowie im selben Jahr am „Festival Interamericano de Música“ in Caracas und 1967 am „Musik Festival Spanien und Lateinamerika“ in Madrid. Zusammen mit den Komponisten Krzysztof Penderecki und Luigi Nono nahm er 1968 an einem musikalischen Symposium in Mérida teil, welches unter dem Namen „Der Komponist in unserer Zeit“ stattfand. Die Stadt Mérida ernannte ihn zum „Huésped distinguido“ der Stadt. Ende des gleichen Jahres bekam Schidlowsky ein Stipendium von der John Simon Guggenheim Memorial Foundation, um eine Oper zu schreiben. Das führte zu einem längeren Aufenthalt in Europa, so auch in Deutschland.

### Israel
1969 wurde er zum Professor für Komposition und Musiktheorie an der Samuel Rubin Musikakademie der Universität von Tel Aviv ernannt. In dieser Zeit hält er auch eine Fülle von Vorträgen, z. B. in Hamburg, Berlin und Stuttgart, Wien, Lund und Saragossa. 1979 konnte er ein „Sabbatical-Jahr“ nehmen, welches er in Hamburg verbrachte. 1980/81 verbrachte Schidlowsky mit einem DAAD-Stipendium einen einjährigen Arbeitsaufenthalt in Berlin, wo er sich der Komposition und der Malerei widmete. Leon Schidlowsky hat verschiedene Kompositionskurse in unterschiedlichen Ländern gehalten, darunter Spanien, Schweden und Deutschland. In Israel bildete er Komponisten aus oder beeinflusste sie, wie Avraham Amzallag, Chaya Arbel, John Bostock, Mary Even-Or, Rachel Galinne, Betty Olivero, Jan Radzynski, Ruben Seroussi, Ron Weidberg oder Moshe Zorman.

## Ehrungen und Auszeichnungen
Schidlowsky erhielt Werkpreise und Auszeichnungen bei verschiedenen chilenischen Musikfestivals. Außerdem bekamen verschiedene seiner Werke in Chile den Preis CRAV. 1996 wird er mit dem ersten Preis für sein Werk Absalom beim Wettbewerb anlässlich des 60. Jubiläums des Israelischen Philharmonischen Orchesters ausgezeichnet sowie 2000 mit dem Acum-Preis für sein Lebenswerk, der vom Israelischen Komponistenverband vergeben wird. Ein Jahr später, während seines Besuchs in Chile, ernennt ihn das Chilenische Kammermusik-Orchester zum Ehrenmitglied, die Universität von Chile zum Ehrenprofessor der Kunstfakultät und das chilenische Erziehungsministerium verleiht ihm den “Orden al Mérito Docente y Cultural Gabriela Mistral” mit dem Grad „Caballero“. 2007 bekam er die Engel-Auszeichnung der Stadt Tel Aviv für die Originalität seiner Werke und die Erforschung der jüdischen Musik. Am 21. August wurde in Santiago de Chile bekannt, dass Leon Schidlowsky den Nationalpreis für Musik 2014 erhalten hat, was mit zahlreichen Würdigungen in Artikeln und Interviews in der lokalen Presse begleitet wurde.

## Werke
Viele der Werke von Schidlowsky verweisen auf seine jüdische Identität, auf die Geschichte des jüdischen Volkes sowie auf sein Interesse für die Geschichte und die politische und gesellschaftliche Situation in Chile und Lateinamerika. Großen Einfluss haben auch seine persönlichen Erfahrungen und Tragödien, wie der Tod seiner Frau Susanne (1999) und der seines Sohnes Elias (2004). Aber auch die Schicksale von persönlichen oder beruflichen Freunden sowie politischen Persönlichkeiten seiner Zeit spiegeln sich in seinen Werken wider. Als Bewunderer von Arnold Schönbergs Musik begann Schidlowsky seine Laufbahn als Komponist nach der musikalischen Tradition der Zweiten Wiener Schule. Später übernahm er serielle Techniken und experimentierte mit freien Klangmöglichkeiten (Atonalität, Aleatorik, graphische Notation) – stets im Verständnis, dass Musik über das künstlerisch Absolute hinaus eine tiefere Bedeutung hat und dem Menschen einen Weg zu sich selbst eröffnen kann. Schidlowsky sagt: „Kunst an sich hat nicht nur eine Bedeutung; in ihr liegen alle Sinne, alle Fragen, alle Antworten. Ich glaube, dass die Kunst ein Weg zu uns selbst ist.“ Er schrieb dramatische und eindringliche Werke. Beispiele
- Caupolicán [(Text von Pablo Neruda), Sprecher, gemischter Chor, 2 Klaviere, 6 Schlaginstrumente]
- Tríptico [Orchester]
- Kristallnacht [(Text: Fragmente aus einem traditionellen jüdischen Gebet), Tenor, Männerchor, Orchester]
- Invocation [(Text: der Komponist), Sopran, Sprecher, Orchester]
- Llaqui [(Text von Javier Heraud), Sprecher, Orchester]
- New York [Orchester]
- Epitafio para Hermann Scherchen [Orchester]
- Amereida [1: Llaqui (Text von Javier Heraud), Sprecher, Orchester; 2: Memento (Text von Javier Heraud), Sopran, Orchester; 3: Ecce Homo (Text: der Komponist nach Che Guevara), Alt, Orchester, 1969]
- In Eius Memoriam [Orchester]
- Amerindia [1: Preludio, Orchester; 2: Los heraldos negros (Text von César Vallejo), Sprecher, Orchester; 3: Sacsahuamán, Orchester; 4: Era el crepúsculo de la iguana (Text von Pablo Neruda), Sprecher, Orchester; 5: Yo vengo a hablar (Text von Pablo Neruda), Sprecher, Orchester]
- Nacht [(Text: der Komponist), gemischter Chor]
- Berlin 80 [Orchestra]
- Lux in Tenebris [Orchester]
- Missa in Nomine Bach [(Text aus der Messe), gemischter Chor, Ensemble (8 Sänger)]
- In memoriam Luigi Nono [Bratsche, Cello, double Bass]
- Arabesque [Querflöte]
- Three Dialogues [2 Geigen]
- Serenata [Mandoline]
- Silvestre Revueltas [(Text von Pablo Neruda), Sprecher, Kammerorchester]
- Prelude to a Drama [Orchester]
- Partita [Cello]
- Absalom [Orchester]
- In memoriam Jorge Peña [(Text: der Komponist), Sprecher, Orchester]
- And death shall have no dominion [Orchester]
- Job [Orchester]
- L´inferno [Orchester]
- In memoriam György Ligeti [Orchester]
- Nocturno [(Text: Pablo Neruda), Sprecher und Orchester]
- Soledad [(Text: Quechua in Spanisch), Stimme, Oboe, Horn, Cello, 2009].

Graphische Werke:
- Kolot [Harfe]
- Actions for Piano [Klavier]
- Vera la morte [(Text von Cesare Pavese), Stimme, Schlaginstrumente]
- Trigon [Geige (Bratsche), Cello, Klavier]
- Hommage to Picasso [(Text von Gertrude Stein), Stimme]
- Tetralog [1: Music for Piano and Winds; 2: Music for Piano and Strings; 3: Music for Piano and Percussion; 4: Music for Piano and Voice]
- Dadayamasong [(Text von Franz Mehring), Sopran, Saxophone, Klavier, Schlaginstrumente]
- Missa Sine Nomine (In Memoriam Víctor Jara) [1: Bereschít bará elohím et haschamáim weét haáretz (Text aus der Bibel), 2 gemischte Chöre, Schlaginstrumente; 2: Kyrie eleison, gemischter Chor; 3: Lied (Text von George Grosz), Sprecher, Orgel; 4: Gloria, gemischter Chor, 4 Gongs (1 Spieler); 5: Chile (Text: der Komponist), 20 gemischte Stimmen; 6: Credo, Sprecher, gemischter Chor, Orgel, 4 Basspauken (1 Spieler); 7: Benedictus, 36 gemischte Stimmen, 4 hängende Cymbals (1 Spieler); 8: Ich komme (Text von Wladimir Majakowski), 36 gemischte Stimmen; 9: Dona nobis pacem, gemischter Chor; 10: Babel (Text aus der Bibel), 6 Soprane, 6 Alte, 4 Tenöre, 4 Bässe; 11: Epilog (Text aus der Bibel), Sprecher, kleiner gemischter Chor, großer gemischter Chor, Orgel, 4 Schlaginstrumente]
- Palindrom [Frauenchor]
- Am Grab Kafkas [(Text von Franz Kafka, Frauenstimme + Crotales)]
- Greise sind die Sterne geworden [(Texte von Heinrich Heine, Georg Trakl, Else Lasker-Schüler, Mascha Kaléko, Erich Fried, Novalis, der Bibel), Sopran, Alt, Baritone, Sprecher, gemischter Chor, Klavier, Orgel, Harfe, Celesta, 3 Schlaginstrumente]
- Deutschland ein Wintermärchen [Chor, Sprecher, Solisten, Klavier und Schlaginstrumente-Ensemble].

Unter der Fülle seiner Werke treten die drei Opern hervor:
- Die Menschen (Oper in 4 Akten; Libretto: der Komponist, nach Walter Hasenclever)
- Der Dybbuk (Oper in 3 Akten, Libretto: der Komponist, nach Salomon An-ski)
- Before Breakfast (Oper in einem Akt, Libretto: der Komponist, nach Eugene O’Neill)

## Medien/CD-Aufnahmen
- León Schidlowsky: "Obras sinfónicas". Compositores chilenos Vol. 4. Academia Chilena de Bellas Artes. Santiago de Chile 2013. CD 7126709014223
- Leon Schidlowsky zum 75. Geburtstag. Werke von 1952 bis 2005. Live-Aufnahmen aus der Emmaus-Kirche, Berlin-Kreuzberg, 23/24. September 2006 und 16/17. September 2006. musikart Ingo Schulz, CD 4260031182342
- Leon Schidlowsky: Greise sind die Sterne geworden. Eine moderne Passion. Mitschnitt der Uraufführung vom 25. März 2000. Musikart Ingo Schulz, CD 4012831190634
- Leon Schidlowsky: Misa sine nomine. Konzertmitschnitt vom 12. September 1998. CD 4012831190436